# Taqi al-Din
Taqi al-Din Muhammad ibn Ma'ruf al-Shami al-Asadi (på arabiska تقي الدين محمد بن معروف الشامي, på modern turkiska Takiyuddin), född  1526 i Damaskus eller Kairo, död i 1585 i Istanbul, var en turkisk vetenskapsman, verksam inom bland annat astronomi, tidmätning, matematik, mekanik och optik. Taqi al-Din var samtida med Tycho Brahe och Nicolas Copernicus, och Brahe tros ha känt till Taqi al-Dins arbete.